# رهبر (روزنامه)
رهبر، یک روزنامه ایرانی به زبان فارسی بود که در تهران منتشر می‌شد. رهبر روزنامه ارگان مرکزی حزب توده ایران بود. تصمیم به راه‌اندازی رهبر در کنفرانس حزب نخست که در مهر ۱۳۲۱ گرفته شد و پس از آن عباس اسکندری، سردبیر ارگان مرکزی سابق حزب سیاست، از حزب اخراج شد.
ایرج اسکندری به عنوان سردبیر ارشد این روزنامه خدمت کرده‌است و با دو روزنامه کلیدی دیگر حزب یعنی مردم و رزم، آن‌ها را توسط یکی از اعضای جناح پارلمانی حزب توده ویرایش می‌کرد.
هنگامی که (رهبر) اولین سالگرد انتشار خود را جشن گرفت ۶۰٬۰۰۰ نسخه از آن را به فروش رساند که تقریباً به سطح روزنامه اصلی کشور یعنی روزنامه اطلاعات بود.
روزنامه «رهبر» ارگان مرکزی حزب توده در شماره نخست به تاریخ ۱۰ بهمن ۱۳۲۱، مقاله اشک تمساح از صادق هدایت را با امضا ک.ز. در صفحه ۳ چاپ کرد.
در مناطق نفت خیز در جنوب ایران، شرکت نفت ایران و انگلیس و مقامات محلی ممنوعیت توزیع و خواندن این روزنامه را اجرا نمودند و کارگرانی که این روزنامه را می‌خواندند یا به فروش می‌رساندند از کار اخراج می‌شدند.
در ۱ شهریور ۱۳۲۴ این روزنامه به دستور فرماندهٔ نظامی در تهران بسته شد.
انتشار روزنامه رهبر و همچنین روزنامه ظفر دوباره توسط دولت در ۱۷ آذر ۱۳۲۵ به حالت تعلیق درآمد ولی این ممنوعیت در پایان ماه برداشته شد.
لازم به توضیح است که نخستین روزنامه حزب توده، روزنامه «مردم» با صاحب امتیازی «صفر نوعی» بوده‌است. شماره نخست آن در تاریخ ۱۱ بهمن ۱۳۲۰ و شماره دوم در ۱۳ بهمن ۱۳۲۰ و به مدت ده ماه تا ۱۷ آذر ۱۳۲۱ منتشر شد و پس بسته شدن روزنامه رهبر، روزنامه «نامه مردم» با صاحب امتیازی رادمنش از دی ماه ۱۳۲۵ منتشر می‌شود.